# يورغ كاستنر
يورغ كاستنر (بالألمانية: Jörg Kastner)‏ (و. 1962  م) هو مؤلف، وكاتب ألماني، ولد في مندن.